# Tassi tedji
Tassi tedji est un quartier  de l'arrondissement de Malanville dans la commune de Malanville dans le département  de l'Alibori au nord-est du Bénin. Ce quartier est le plus grand et le plus peuplé de la ville,,,,.
Selon un rapport de février 2016 de l'Institut National de la Statistique et de l'Analyse Économique (INSAE) du Bénin intitulé Effectifs de la population des villages et quartiers de ville du Bénin (RGPH-4, 2013), le quartier Tassi tedji comptait 22661 habitants en 2013.

## Galerie de photos

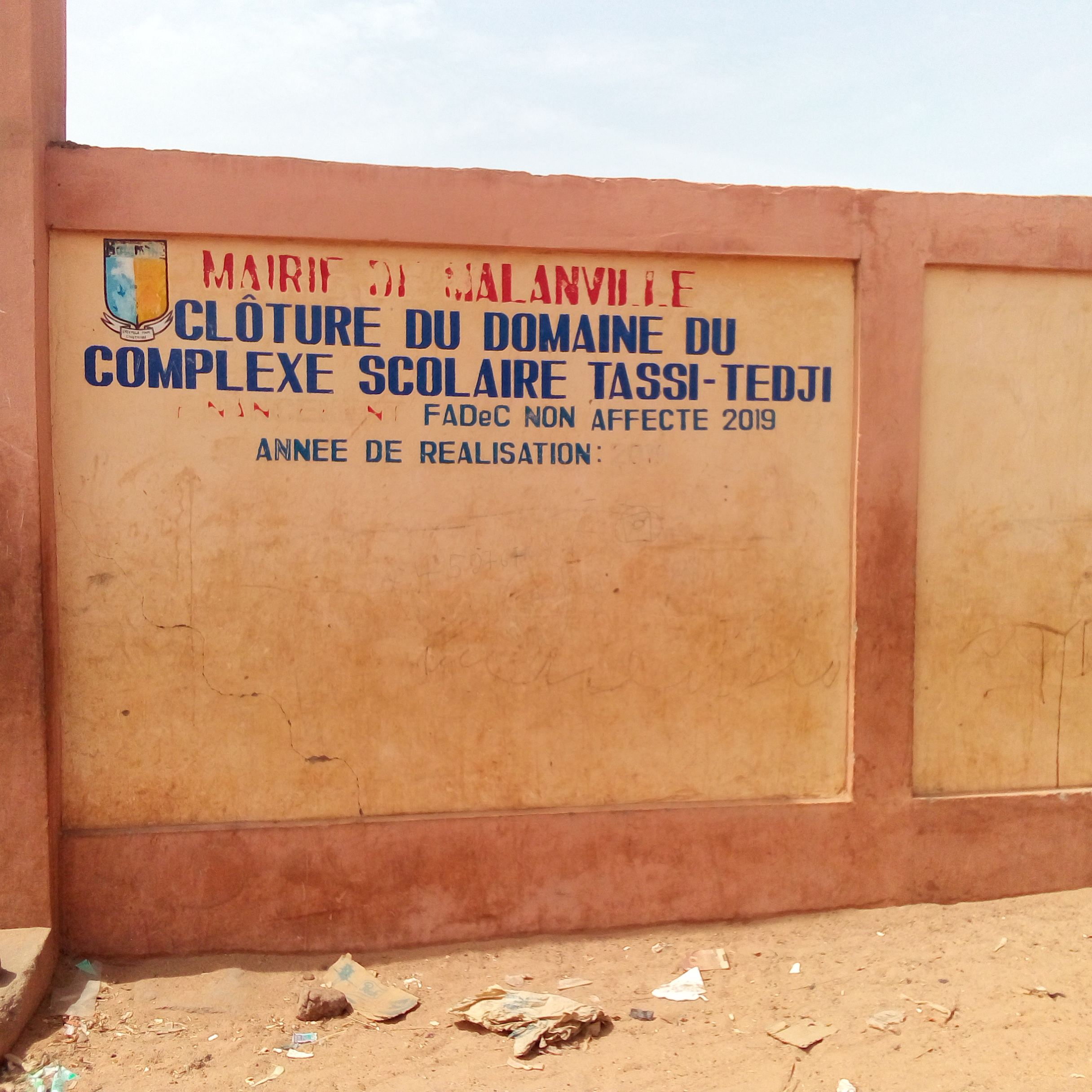
Clôture de l'école primaire publique de Tassi Tédji de Malanville
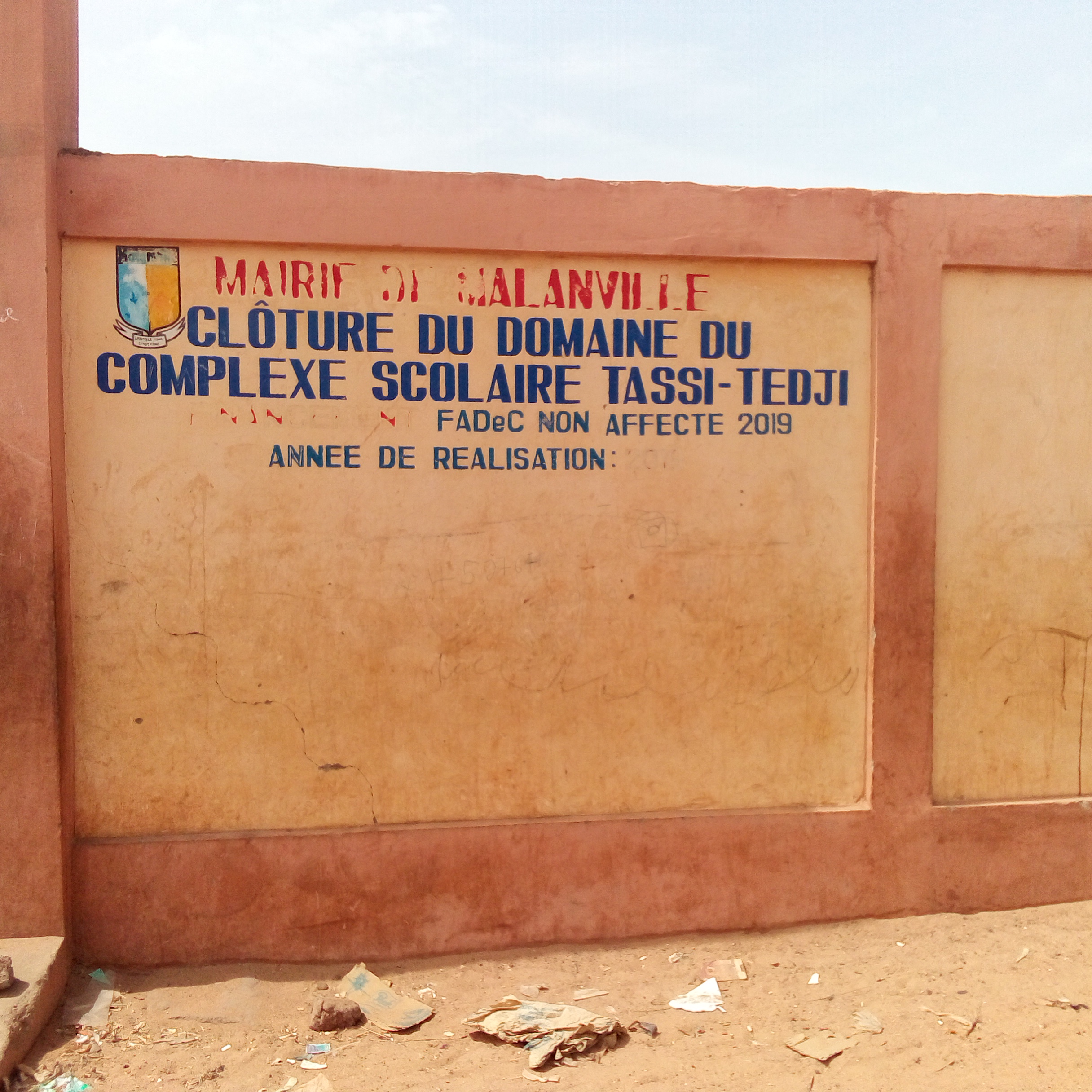
Clôture de l'école primaire publique de Tassi Tédji de Malanville (proche)
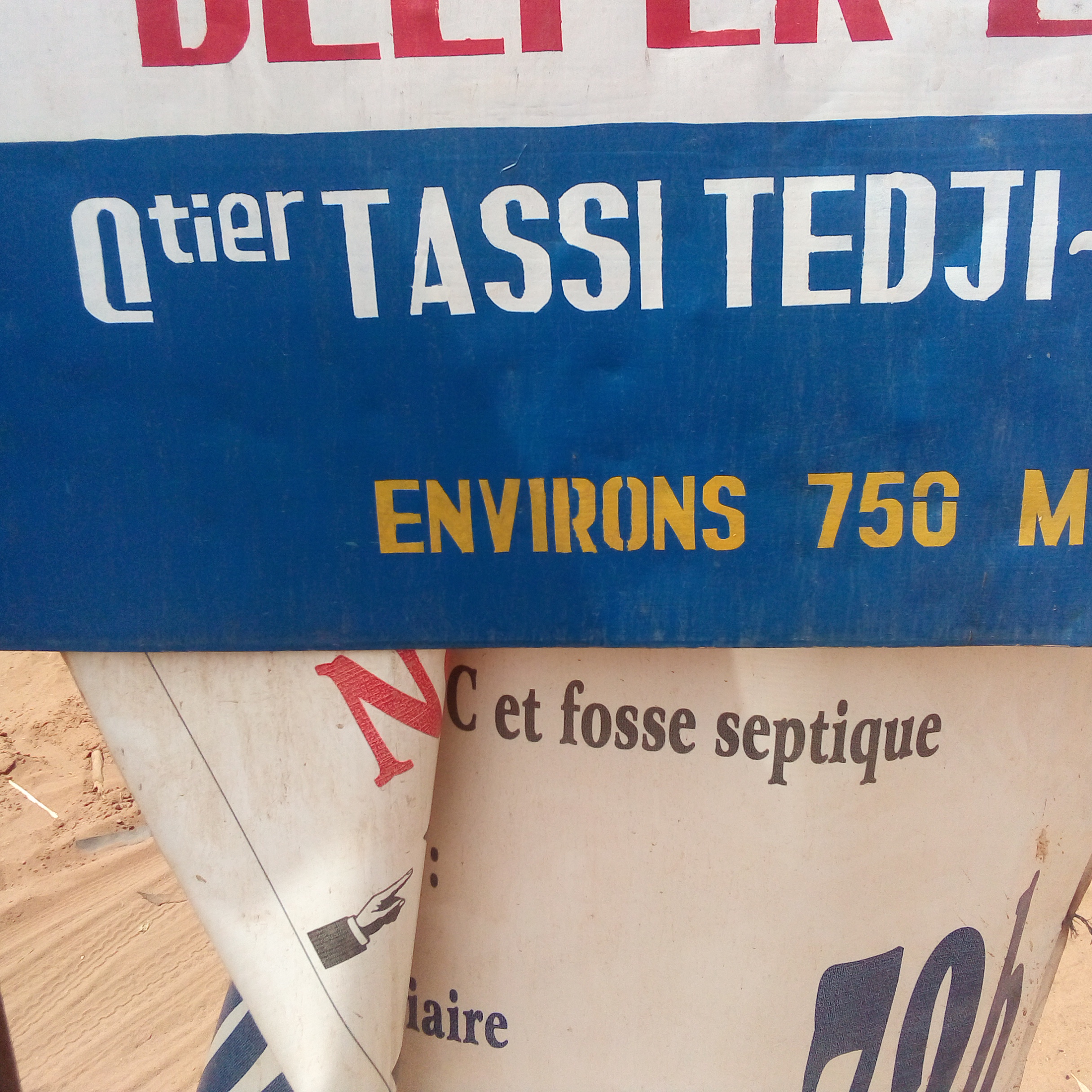
Plaque indicative du quartier Tassi Tédji
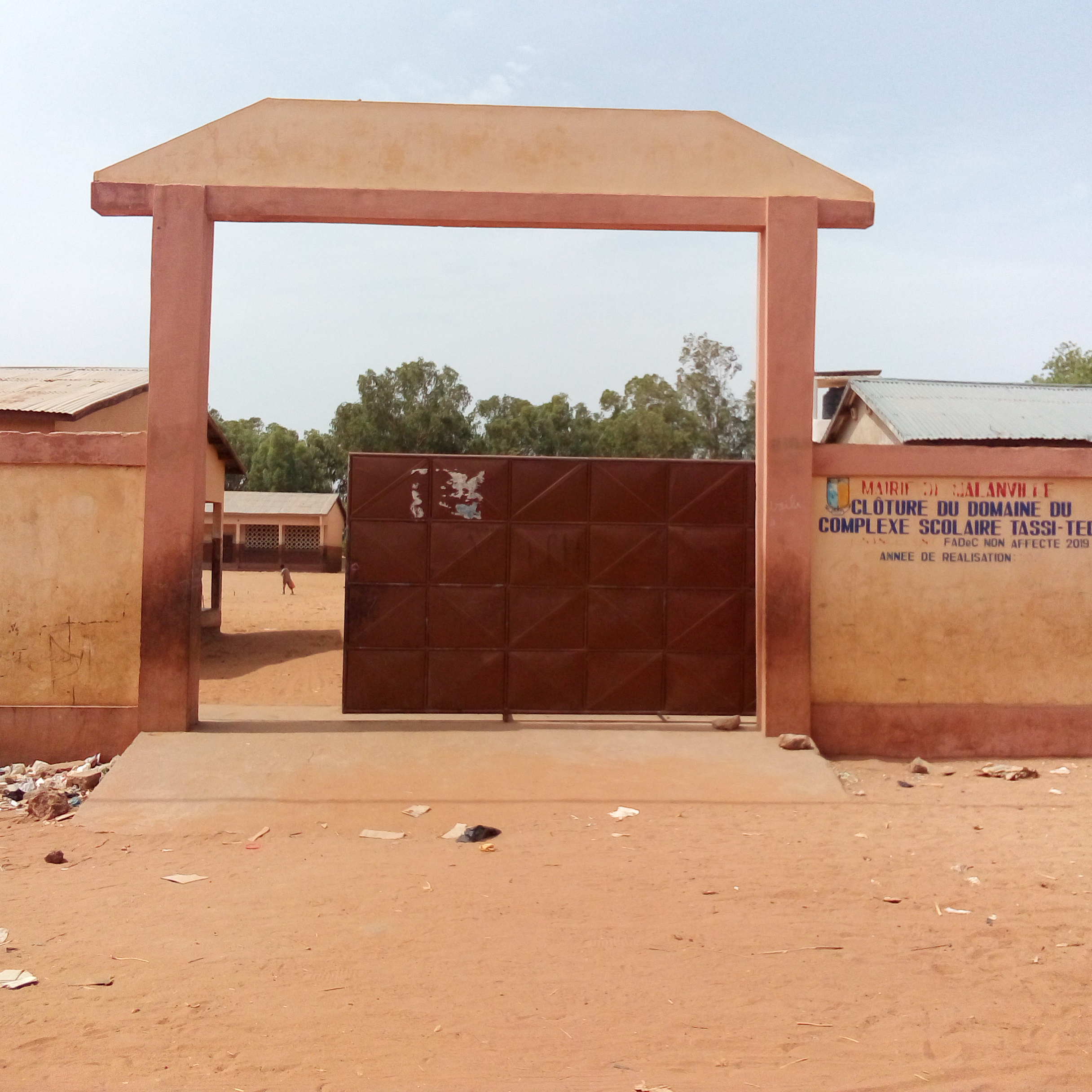
Entrée de l'école primaire publique de Tassi Tédji de Malanville